# Dasybasis innotata
Dasybasis innotata är en tvåvingeart som först beskrevs av Ferguson och Henry 1920.  Dasybasis innotata ingår i släktet Dasybasis och familjen bromsar. Inga underarter finns listade i Catalogue of Life.